# Théâtre Malakoff
Le théâtre Malakoff est une salle de spectacle parisienne aujourd'hui disparue qui était située 56 bis, avenue de Malakoff (aujourd'hui avenue Raymond-Poincaré) dans le 16e arrondissement de Paris. Elle pouvait contenir 400 personnes.
Aurélien Lugné-Poe y créa avec la troupe du théâtre de l'Œuvre L'Annonce faite à Marie de Paul Claudel les 20, 22 et  23 décembre 1912.
Fin 1913, le journal Les Temps nouveaux annonce qu'il va faire jouer la pièce Les Tisserands, oeuvre sociale, et indique espérer ne pas trop perdre d'argent. Les représentations se font en mars 1914, à la veille du premier conflit mondial. Or, l'auteur, Gerhardt Hauptmann, est Allemand. Après les deux représentations prévues, le journal revendique le succès,.
Outre le théâtre et l'opérette, cette salle accueille d'autres manifestations telles que le festival Claude Debussy (1913).

## Liste d'oeuvres jouées
- La charrette (1911) : pièce d'observation en 3 actes de Pierre Rodry[6], par la troupe du Cosmos-théâtre (direction artistique de Jean Conti)
- L'éteignoir; La poupée; Miss sufragette; L'aliéniste (1912) : pièces jouées par la troupe du Dramatica-Théâtre (Rurèle Sydney) première représentation le 14 février 1912[7]
- Crime Impossible (1912)[8] pièce politique en 4 actes et 5 tableaux de Charles Gallo et Martin Valdour d'après le roman de L.d'Hampol (générale le 04 mars 1912)
- La légende de Colombine (1912)[9]
- Le terrible Boby (1912) opérette en 3 actes et 4 tableaux de G.Montignac[10],[11]
- Berné-sur-Odon (1913) de S.Le Paslier, avec Séverin-Mars (première le 04/04/1913)[12]. Critique de Louis Delluc[13]
- La Brebis égarée (1913) pièce en trois actes et un prologue de Francis Jammes (générale le 10 avril 1913; dernière représentation le 11/04/1913)[14]. La critique est partagée[15],[16]. A l'opposé de l'enthousiasme du poète Léo Latil , qui le communique  à son ami Darius Milhaud[17]: "C’est simple et cela atteint l’essentiel : c’est vraiment l’émotion humaine qui est exprimée hors de toute couleur locale et de toute particularisation." Jammes fera de La Brebis égarée un drame, dont la musique sera écrite par Darius Millhaud. Le drame, créé le 10 décembre 1923 à l'Opéra Comique[18], n'aura pas les faveurs de la critique.
- Mange la soupe (1913)[19] vaudeville de Franc-Nohain (en matinée avec les deux suivants)
- Au clair de la lune (1913) ballet-pantomime
- Les jeux de Pâques (1913) fantaisie de Brindejont-Offenbach
- Les Tisserands  (1914) de Gerhardt Hauptmann : pièce en 5 actes, mise en scène par Camille Corney. L'illustration par Bernard Naudin du programme fait la couverture du journal Les Temps Nouveaux du 14 mars 1914[4].
- L’Otage de Paul Claudel  avec Eve Francis, Lugné-Poe (première le 07 juin 1914[20])[21]